# 鹦阿卷叶蛛
鹦阿卷叶蛛（学名：Ajmonia psittacea）为卷叶蛛科阿卷叶蛛属的动物。在中国大陆，分布于甘肃等地。该物种的模式产地在甘肃。